# エムリーヌ・ラゴ
エムリーヌ・ラゴ（Emmeline Ragot、1986年5月27日 - ）は、フランス、アングレーム出身の女子自転車競技・ダウンヒル(DHI)選手。

## 来歴
2005年
- マウンテンバイク世界選手権・DHI 3位

2009年
- マウンテンバイク世界選手権・DHI 優勝

2010年
- マウンテンバイク世界選手権・DHI 3位

2011年
- マウンテンバイク世界選手権・DHI 優勝

2012年
- マウンテンバイク世界選手権・DHI 2位